# Antimo III di Costantinopoli
Antimo III Chorianopoulos (in greco Άνθιμος Γ΄ Χωριανόπουλος?; Nasso, 1762 – Smirne, 1842) è stato un arcivescovo ortodosso greco, patriarca ecumenico di Costantinopoli dal 1822 al 1824.

## Biografia
Nacque a Koronis (Komiaki) sull'isola greca di Nasso nel 1762. Suo padre originario della Laconia era un prete del villaggio. Divenne diacono del patriarcato ecumenico durante il regno di Neofito VII e fu innalzato a grande arcidiacono dal 1791 e a protosincello nel 1797.
Fu eletto metropolita di Smirne nel 1797 come successore al metropolita Gregorio, che fu eletto patriarca con il nome di Gregorio V. Nel 1821 fu eletto metropolita di Calcedonia (1821-1822). I turchi, come rappresaglia per la guerra d'indipendenza greca, lo arrestarono insieme ad altri gerarchi e lo imprigionarono per 7 mesi nei sotterranei di una prigione di Costantinopoli. Nel 1822, dopo l'impiccagione di Gregorio V e la morte del successore Eugenio II, torturato dagli ottomani, Antimo, ancora imprigionato, fu eletto patriarca di Costantinopoli.
Da patriarca preservò l'indipendenza della Chiesa ortodossa di Cipro seppur durante un periodo in cui gli ottomani giustiziavano chierici e kocabaṣi ciprioti e richieste dell'abolizione della Chiesa si elevavano anche dal Santo Sinodo. Antimo impedì anche ad un protestante inglese di pubblicare una traduzione della Bibbia in greco demotico con la Tipografia Patriarcale.
Nel 1824 Antimo fu deposto dal sultano Mahmud II perché si rifiutò di cooperare con le autorità ottomano contro la rivoluzione greca; fu accusato di favorire l'indipendenza dei serbi. Si rifugiò a Scrutari e in seguito fu esiliato nel monastero di Timiou Prodromou a Kayseri Cappadocia. Dopo molti mesi di esilio e molte difficoltà che danneggiarono la sua salute, nel dicembre 1825 il sultano gli permise di tornare a Smirne.
Lì rimase in un piccolo appartamento nell'Alto Mahalla e partecipò alla vita ecclesiastica locale. Fu anche deputato della Metropoli di Smirne nel 1831 e nel 1833. Morì nel 1842 nell'ospedale greco di Smirne e lasciò in eredità tutta la sua fortuna alle chiese e alle istituzioni di beneficenza della città. Il suo funerale fu tenuto dal metropolita di Efeso Antimo, futuro patriarca con il nome di Antimo VI, e fu sepolto nella chiesa di Giovanni il Teologo, dove fino alla guerra greco-turca del 1919 si poteva trovare anche una sua grande icona.